# یورک‌تاون (ویرجینیا)
یورک‌تاون (به انگلیسی: Yorktown) یک منطقهٔ مسکونی در ایالات متحده آمریکا است که در شهرستان یورک، ویرجینیا واقع شده‌است. یورک تاون ۱٫۷ کیلومتر مربع مساحت و ۱۹۵ نفر جمعیت دارد و ۴ متر بالاتر از سطح دریا قرار دارد.

## خواهرخوانده
شهر تسوایبروکن خواهرخواندهٔ یورک تاون، ویرجینیا هست.